# Road Rash (гра, 1991)
Road Rash ( укр. Дорожнє божевілля ) — відеогра в жанрі гонок на виживання, розроблена та видана компанією Electronic Arts у 1991 році для приставки Mega Drive/Genesis . Згодом гра була портована на комп'ютери та консолі кількох поколінь. Є першою частиною однойменної серії .

## Ігровий процес
Гравцеві потрібно пройти трасу і дістатися фінішу швидше за своїх суперників. Траси у грі відрізняються не тільки оточенням, а й довжиною та звивистістю. За проходження трас гравець отримує гроші, на які він може купувати швидші та міцніші мотоцикли. Від місця гравця у гонці залежить сума його виграшу.
Самі траси є спеціальними гоночними треками. Перегони проходять прямо на проїжджій частині: на дорогах їздять машини, на узбіччях стоять люди та тварини. Все це створює жваву картину. Машини, тварини, загородження, дорожні знаки, дерева та інше — це перешкоди на шляху гонщиків. Причому, як для гравця, так і для його суперників. У разі падіння гонщик сам добігає до свого мотоцикла, сідає на нього та продовжує гонку. Використовувати для гонки чужий мотоцикл не можна. Під час зіткнення страждає і сам мотоцикл: його шкала міцності зменшується. Якщо шкала спорожніє — гонка програна.
Однак головною особливістю гри є можливість битися прямо під час перегонів. Гонщики можуть як бити кулаками та ногами, так і використовувати зброю: кийки, ланцюги, монтування та інше. Можна також відібрати зброю: якщо вдарити ворога в той момент, коли він битиме зброєю, то гонщик автоматично забере її. Це можуть зробити інші гонщики. Кожен гонщик має шкалу «стану» (своєї назви шкала немає). Якщо вона спорожніє, гонщик впаде з мотоцикла. Шкала може відновлюватися автоматично, причому як у гравця, так і інших гонщиків. Деколи вистачає одного вдалого удару кулаком, щоб збити гонщика з мотоцикла.
Екран поділено на дві частини. У верхній показаний сам ігровий процес, а в нижній знаходиться «інформаційна панель». На ній показано швидкість, пройдений шлях, час гонки. Також є два дзеркала заднього виду. Вище дзеркал є показники стану самого гонщика, а також противника, ближнього до гравця. Під шкалою гравця показано його ім'я. Вище таймера показано місце гонщика.

## Траси
Всього в грі є 5 трас:
- Sierra Nevada - Сьєрра-Невада, 5.6 милі.
- Pacific Coast – тихоокеанське узбережжя, 5.3 милі.
- Redwood Forest - ліс Редвудз, 5.4 милі.
- Palm Desert – пустеля з пальмами, 5.7 милі.
- Grass Valley – трав'яниста долина, 5.1 милі.

## Відгуки
Гра отримала досить позитивні відгуки. Версія для Mega Drive/Genesis отримала найвищі оцінки серед інших версій гри. « GamePro » дали грі 100%, назвавши її «просто чудовою»  . Журнал "Mean Machines" дав грі оцінку в 91%  . Сайт "Sega-16.com", зазначивши, що "гра випереджає свій час і не відповідає 16-бітній ері"  . Сайт "The Videogame Critic" поставив грі оцінку "A", назвавши її "справжньою класикою, яка витримає випробування часом"  .
Версія для Game Gear отримала оцінку 90% від GamePro, оскільки гра з таким драйвом просто не могла передати всіх відчуттів через маленький екран консолі  .
Нижчі оцінки отримала версія для Game Boy Color . Гра отримала оцінки від 50 до 80%. Багато видань відзначали бідноту порту, яка ніяк не тягла до рівня оригіналу  . Версія гри для звичайного Game Boy отримала найнижчу оцінку - 29%, причиною якої також була мала потужність приставки і погане портування  .
Версії гри для Sega CD, 3DO, PlayStation, Sega Saturn та ПК отримали в основному позитивні відгуки  , однак їм так і не вдалося досягти оцінок оригіналу на Mega Drive/Genesis.